# 15. duben
15. duben je 105. den roku podle gregoriánského kalendáře (106. v přestupném roce). Do konce roku zbývá 260 dní. Svátek má Anastázie.

## Události

### Česko
- 1628 – Císař a český král Ferdinand II. Štýrský povýšil českokrumlovské panství na knížectví s vévodským titulem. Prvním vévodou krumlovským se stal Jan Oldřich z Eggenberku.
- 1818 – V Praze bylo založeno Národní muzeum.
- 1949 – V Praze vzniklo Státní nakladatelství dětské knihy (SNDK), které o 20 let později změnilo název na Albatros.
- 2005 – Vyhořel hrad Pernštejn na pomezí Jihomoravského kraje a Kraje Vysočina. Shořel depozitář, škody na budově a sbírkách se odhadují na 100 milionů korun.

### Svět
- 0073 – Římané po ročním obléhání dobyli pevnost Masada u Rudého moře, kam se ukryli poslední příslušníci židovských náboženských sekt po pádu Jeruzaléma.
- 1071 – Bari, poslední byzantská država východního císařství v jižní Itálii, se vzdala Robertu Guiscardovi.
- 1395 – Timur porazil Tochtamiše, chána Zlaté hordy v bitvě na řece Těrek. Hlavní město Zlaté hordy Sarai bylo srovnáno se zemí a Timur dosadil loutkového vládce na trůn.
- 1581 – Portugalské kortesy uznaly  Filipa II. za portugalského krále.
- 1621 – Loď Mayflower vyplula z Plymouthu na zpáteční cestu do Anglie.
- 1729 – (na Velký pátek) premiéra Matoušových pašijí Johanna Sebastiana Bacha v kostele sv. Tomáše v Lipsku.
- 1783 – Americký Kongres ratifikoval mírovou smlouvu s Velkou Británií.
- 1817 – Thomas Hopkins Gallaudet otevřel v Hartfordu v Connecticutu první veřejnou školu pro hluché.
- 1850 – Z náboženské misie, založené 29. června 1776 vzniklo americké město San Francisco pojmenované po sv. Františku z Assisi.
- 1861 – Prezident USA Abraham Lincoln povolal do zbraně 75 000 dobrovolníků. Tímto aktem oficiálně propukla Americká občanská válka, známá též jako válka Jihu proti Severu.
- 1865 – Prezident USA Abraham Lincoln umírá na následky atentátu spáchaného o den dříve v divadle ve Washingtonu, DC stoupencem Jihu.
- 1874 – Francouzští malíři, odmítnutí Salonem, pořádají svou výstavu (Claude Monet, Auguste Renoir, Camille Pissarro, Edgar Degas a Paul Cézanne).
- 1896 – Byly ukončeny první moderní letní olympijské hry v Athénách.
- 1912 – Na své první plavbě se v severním Atlantiku kolem 2.20 potopil zaoceánský parník Titanic.
- 1945 – Osvobození koncentračního táboru Bergen-Belsen britskou armádou.
- 1955 – V americkém Des Plaines v Illinois otevřel čechoamerický podnikatel Ray Kroc první franšízovou restauraci McDonald's. Bratři McDonaldové již předtím měli první restauraci v San Bernardinu v Kalifornii.
- 1989 – Na Hillsborough Stadium v Sheffieldu zahynulo 96 fotbalových fanoušků.
- 2013 – Došlo ke 2 bombovým útokům u cíle Bostonského maratonu.
- 2019 – Požár katedrály Notre-Dame v Paříži.

## Narození

### Česko

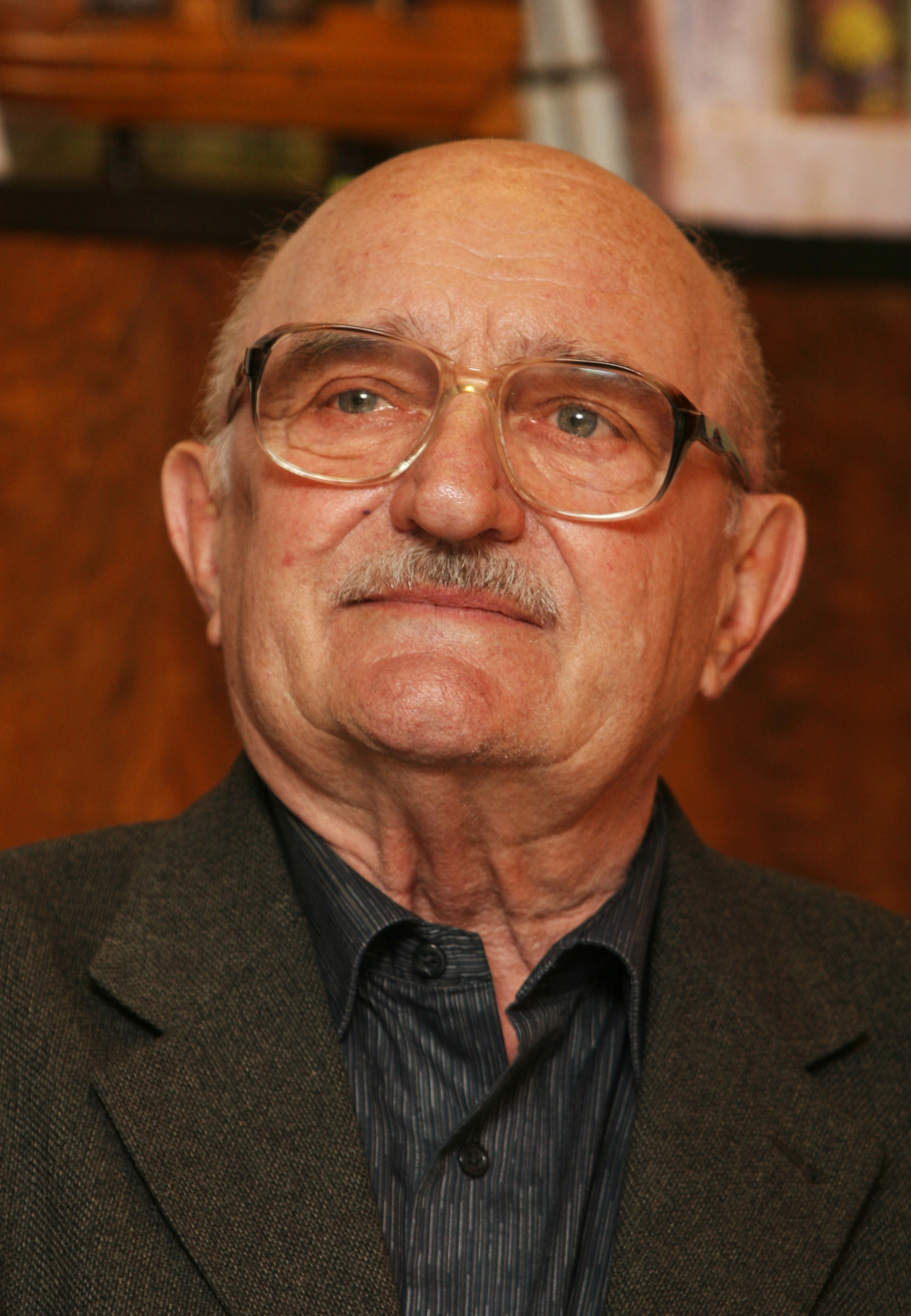
Josef Somr (* 1934)

- 1755 – Václav Stach, básník a překladatel († 24. května 1831)
- 1771 – Karel Filip Schwarzenberg, česko-rakouský šlechtic, diplomat a polní maršál († 15. října 1820)
- 1808 – František Bedřich Kott, hudební skladatel, varhaník a zpěvák († 29. dubna 1884)
- 1812 – Jan Nevole, architekt († 12. dubna 1903)
- 1821 – Adalbert Theodor Michel, profesor práva a rektor univerzit v Olomouci a Štýrském Hradci († 30. srpna 1877)
- 1855 – Miloš Čech, starokatolický kněz, bratr spisovatele Svatopluka Čecha († 1. ledna 1922)
- 1873 – Antonín Švehla, československý politik, předseda tří vlád († 12. prosince 1933)
- 1877 – Anton Štefánek, československý politik slovenské národnosti († 29. dubna 1964)
- 1894 – Josef Toman, český nevidomý klavírista, varhaník a hudební skladatel († 31. prosince 1972)
- 1899 – Eman Fiala, herec († 24. června 1970)
- 1901 – Leo Haas, karikaturista, kreslíř, malíř († 13. srpna 1983)
- 1905 – Miloš Sovák, zakladatel československé logopedie († 29. září 1989)
- 1906 – Karel Kuchař, geograf, kartograf a historik kartografie († 16. dubna 1975)
- 1907 – Aljo Beran, malíř († 22. října 1990)
- 1910 – Zdeněk Sklenář, malíř, grafik a ilustrátor († 19. dubna 1986)
- 1911 – Josef Pohl, československý voják, oběť komunismu († 25. května 1950)
- 1913 – Miroslav Sedlák, sociálně-demokratický a exilový politik († 23. ledna 1981)
- 1916 – Karel Otto Hrubý, fotograf († 19. července 1998)
- 1917 – František Stibitz, hráč, trenér, rozhodčí, a funkcionář basketbalu a volejbalu († 3. března 2008)
- 1925 – Zdeněk Růžička, gymnasta, který získal dvě bronzové medaile na OH
- 1927 – Josef Crha, československý fotbalový reprezentant († 12. února 1998)
- 1928 – Věra Jordánová, herečka a televizní režisérka († 13. listopadu 2022)
- 1934 – Josef Somr, herec († 16. října 2022)
- 1939 – Pavel Hajný, spisovatel, scenárista a dramaturg
- 1943 – Inka Šecová, herečka († 4. ledna 2019)
- 1944 – Jiří Hanke, fotograf
- 1950 – Karel Kroupa, fotbalista
- 1951 – Pavel Zajíček, básník a výtvarník († 5. března 2024)
- 1952
  - Josef Kšica mladší, český varhaník, cembalista a sbormistr
  - Jiří Oliva, vysokoškolský pedagog, lesník a politik
- 1954 – Alena Gajdůšková, 1. místopředsedkyně Senátu Parlamentu České republiky
- 1955 – Miloš Vojtěchovský, umělec v oblasti počítačového umění a grafiky
- 1957
  - Jiří Gemrot, český hudební skladatel, rozhlasový režisér
  - Jiří Kolbaba, cestovatel, fotograf a spisovatel
  - Jan Pelc, spisovatel
- 1959 – Ivo Vondrák, rektor Vysoké školy báňské Ostrava
- 1966 – Igor Bareš, herec
- 1969 – Lenka Bartolšicová, divadelní herečka
- 1978 – Markéta Plánková, herečka
- 1979 – Přemysl Sedlák, hokejista
- 1984 – Miloslav König, herec
- 1996 – Eva Radilová, herečka

### Svět

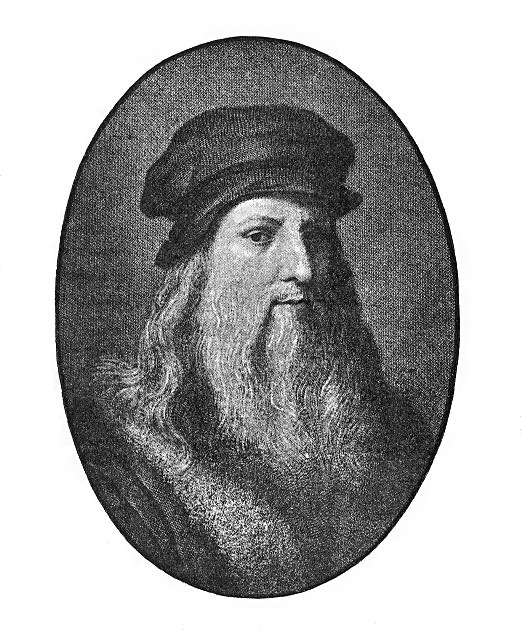
Leonardo da Vinci (* 1452)

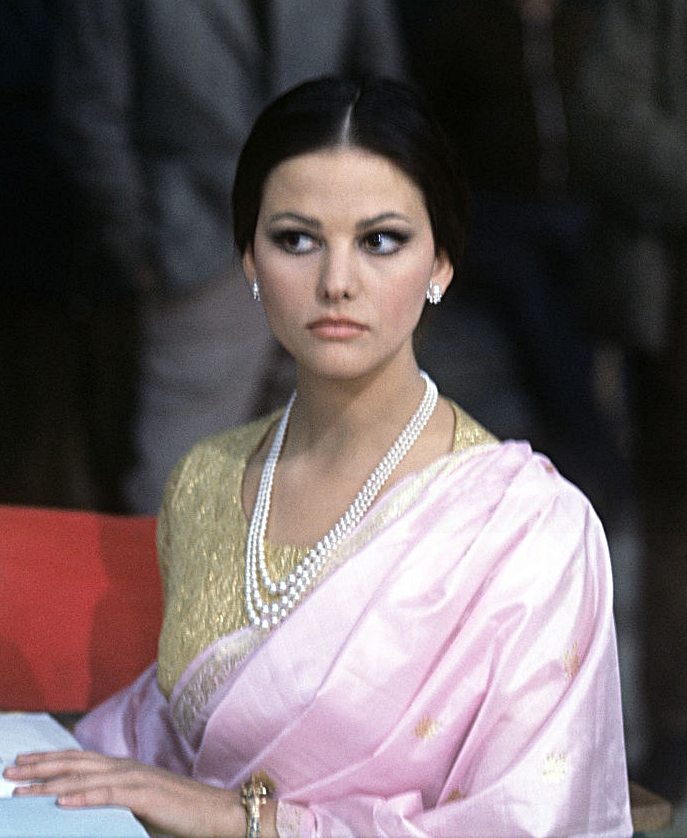
Claudia Cardinale (* 1938)

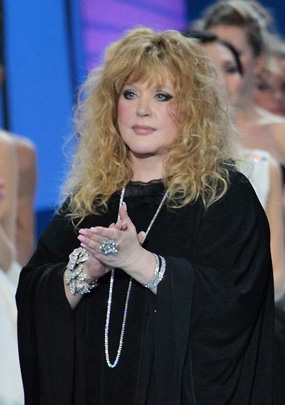
Alla Pugačova (* 1949)

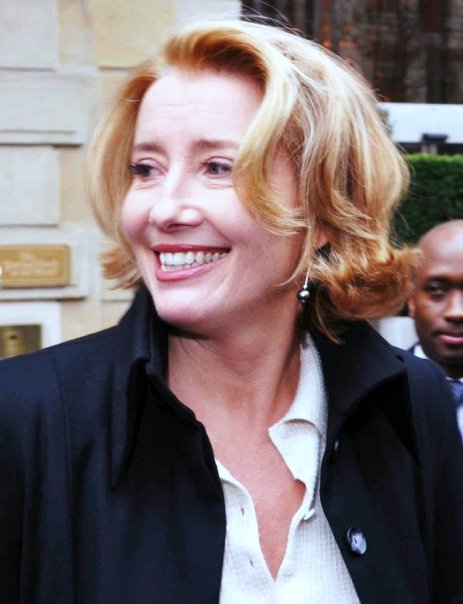
Emma Thompson (* 1959)

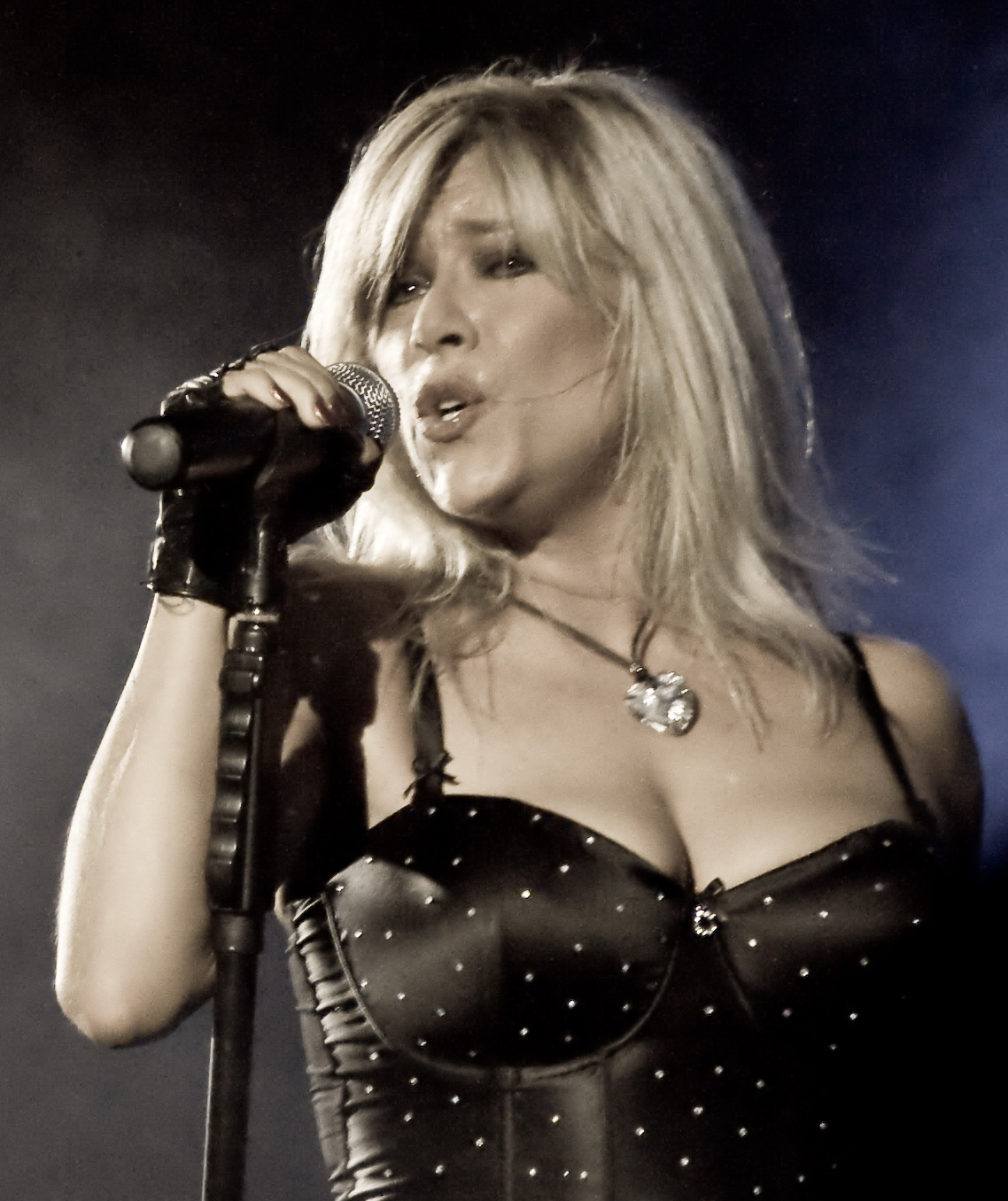
Samantha Fox (* 1966)

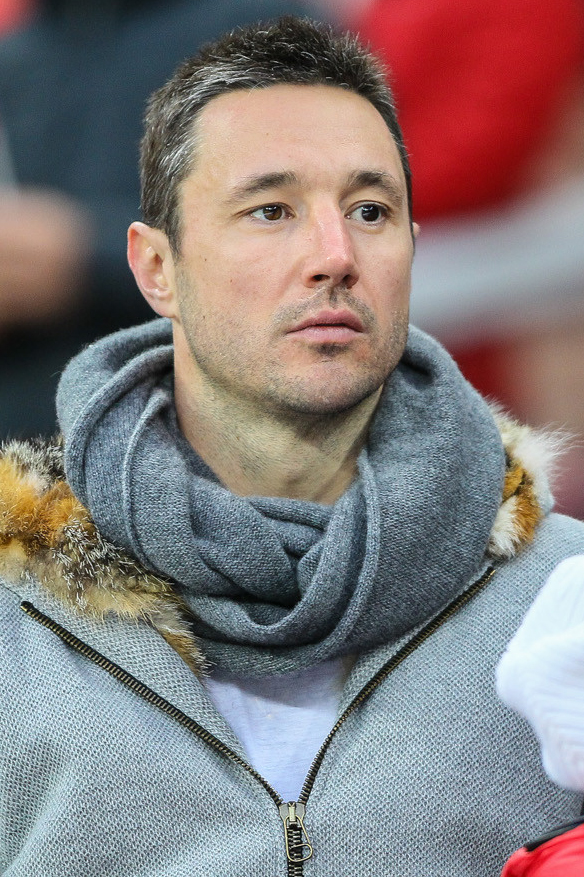
Ilja Kovalčuk (* 1983)

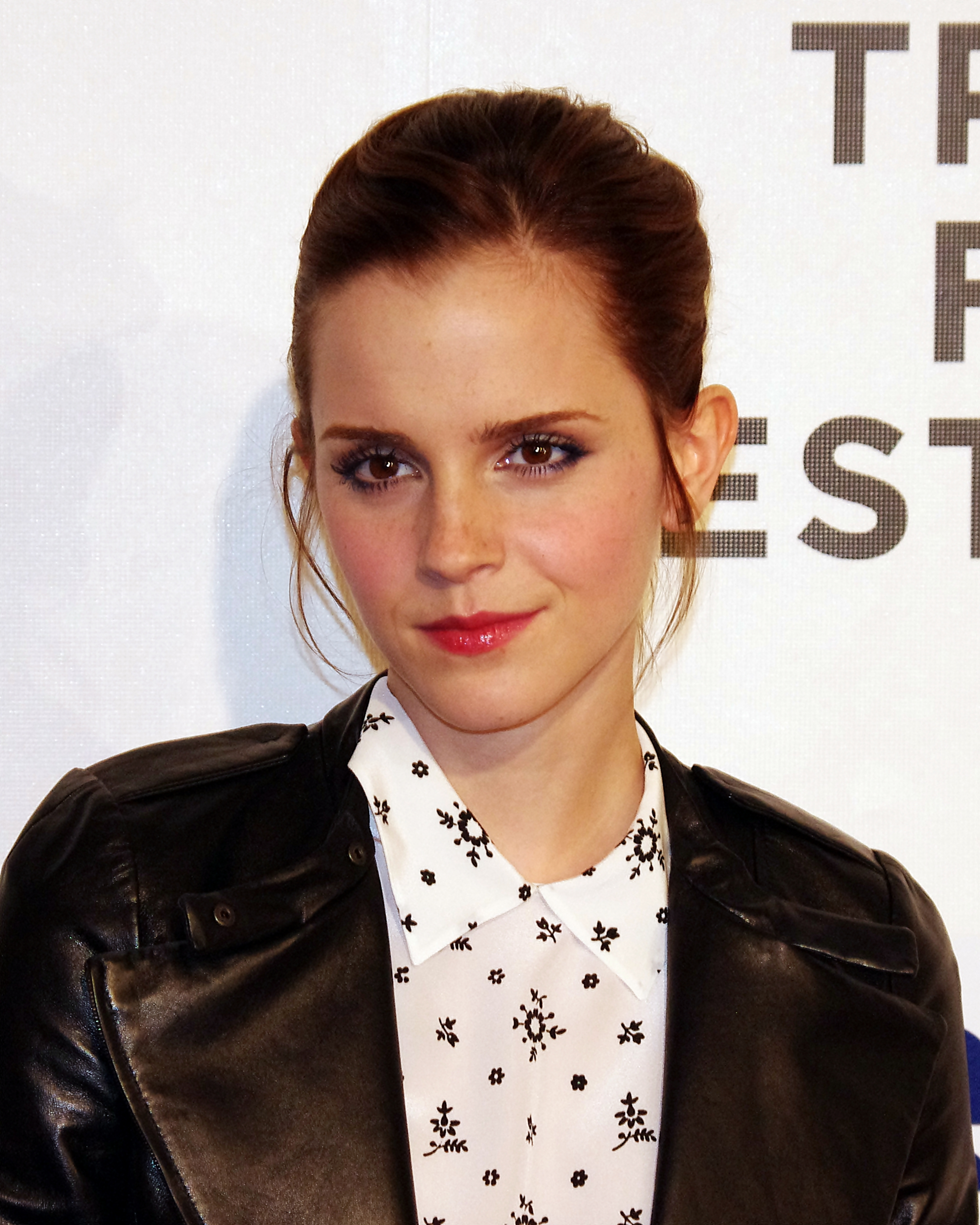
Emma Watsonová (* 1990)

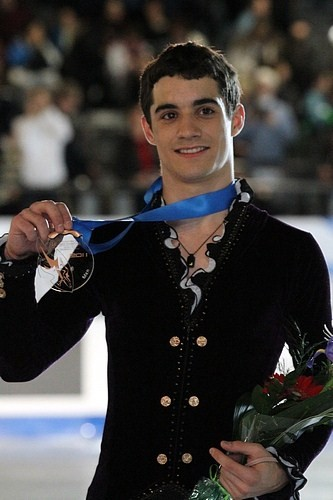
Javier Fernández López (* 1991)

- 1205 – Ludvík z Blois, vnuk francouzského krále Ludvíka VII. (* 1172)
- 1452 – Leonardo da Vinci, italský polyhistor († 2. května 1519)
- 1489 – Mimar Sinan, turecký architekt († 17. července 1588)
- 1545 – Karel II. Minsterberský, slezský kníže († 10. ledna 1617)
- 1642 – Sulejman II., osmanský sultán († 22. června 1691)
- 1646 – Kristián V. Dánský, král Dánska a Norska († 25. srpna 1699)
- 1682 – Jan van Huysum, nizozemský malíř († 8. února 1749)
- 1684 – Kateřina I. Ruská, ruská carevna († 17. května 1727)
- 1688
  - Johann Friedrich Fasch, německý hudební skladatel († 5. prosince 1758)
  - Johann Georg Bergmüller, bavorský výtvarník († 30. března 1762)
- 1707 – Leonhard Euler, švýcarský matematik († 18. září 1783)
- 1734 – Adrian Zingg, sasko-švýcarský malíř († 26. května 1816)
- 1739 – Johann Georg Berger, rakouský průmyslník († 17. února 1810)
- 1741 – Charles Willson Peale, americký malíř († 22. února 1827)
- 1772 – Étienne Geoffroy Saint-Hilaire, francouzský přírodovědec († 19. června 1844)
- 1786 – John Franklin, anglický kapitán a polární objevitel († 11. června 1847)
- 1793 – Friedrich Georg Wilhelm von Struve, ruský astronom († 23. listopadu 1864)
- 1795 – Maria Schicklgruber, babička Adolfa Hitlera († 7. ledna 1847)
- 1797 – Adolphe Thiers, francouzský politik (* 3. září 1877)
- 1800 – Gilbert Thomas Burnett, britský botanik († 27. července 1835)
- 1809 – Hermann Grassmann, německý matematik a fyzik († 26. září 1877)
- 1812 – Théodore Rousseau, francouzský malíř († 22. prosince 1867)
- 1814 – Karl Friedrich Ludwig Goedeke, německý spisovatel († 27. října 1887)
- 1819 – Aimé Laussedat, francouzský důstojník, kartograf a fotograf († 18. března 1907)
- 1821 – Thomas William Evans, anglický liberální politik († 1892)
- 1832 – Wilhelm Busch, německý malíř, grafik a básník-humorista († 9. ledna 1908)
- 1834 – Herrmann Bachstein, německý stavitel železnic († 4. února 1908)
- 1836 – William Allen Fuller, hrdina americké občanské války († 28. prosince 1905)
- 1843 – Henry James, anglický spisovatel († 28. února 1916)
- 1856 – Adam Clark Vroman, americký fotograf († 24. července 1916)
- 1858 – Émile Durkheim, francouzský sociolog († 15. listopadu 1917)
- 1865 – Olga Boznańska, polská malířka († 26. října 1940)
- 1874 – Johannes Stark, německý fyzik, nositel Nobelovy ceny († 21. června 1957)
- 1878 – Robert Walser, švýcarský prozaik († 25. prosince 1956)
- 1880 – Max Wertheimer, německý psycholog († 12. října 1943)
- 1885 – Tadeusz Kutrzeba, polský generál († 8. leden 1947)
- 1886
  - Nikolaj Stěpanovič Gumiljov, ruský básník († srpen 1921)
  - Amédée Ozenfant, francouzský malíř († 4. května 1966)
- 1889 – Thomas Hart Benton, americký malíř († 19. ledna 1975)
- 1890
  - Josif Rodionovič Apanasenko, sovětský vojevůdce († 5. června 1943)
  - Nikolaj Sergejevič Trubeckoj, ruský jazykovědec a etnolog († 25. června 1938)
- 1892
  - Corrie ten Boom, holandská spisovatelka, titul Spravedlivý mezi národy († 15. dubna 1983)
  - Theodor Osterkamp, německý stíhací pilot († 2. ledna 1975)
- 1894
  - Bessie Smith, americká bluesová zpěvačka († 26. září 1937)
  - Nikita Sergejevič Chruščov, první tajemník Ústředního výboru Komunistické strany Sovětského svazu († 11. září 1971)
- 1896 – Gerhard Fieseler, německý stíhací pilot, konstruktér a výrobce letadel († 1. září 1987)
- 1901 – René Pleven, premiér Francie († 13. ledna 1993)
- 1904 – Arshile Gorky, americký malíř arménského původu († 21. července 1948)
- 1907 – Nikolaas Tinbergen, nizozemský biolog, Nobelova cena za fyziologii a medicínu 1973 († 21. prosince 1988)
- 1912 – Kim Ir-sen, komunistický vůdce Severní Koreje († 8. července 1994)
- 1919
  - Emyr Humphreys, velšský romanopisec a básník
  - Franjo Kuharić, záhřebský arcibiskup, kardinál († 11. března 2002)
- 1920
  - Roger Rondeaux, francouzský mistr světa cyklokrosu († 24. ledna 1999)
  - Thomas Szasz, americký psychiatr († 8. září 2012)
  - Richard von Weizsäcker, prezident Spolkové republiky Německo († 31. ledna 2015)
- 1921 – Georgij Beregovoj, sovětský kosmonaut († 30. června 1995)
- 1922 – Stanley Schachter, americký psycholog († 7. června 1997)
- 1924 – Neville Marriner, anglický dirigent a houslista († 2. října 2016)
- 1928 – Alexandre Ganoczy, maďarský katolický teolog a dogmatik
- 1929 – Maciej Kuczyński, polský spisovatel, reportér, architekt
- 1930
  - Richard Davis, americký jazzový kontrabasista († 6. září 2023)
  - Vigdís Finnbogadóttir, islandská prezidentka
  - Herb Pomeroy, americký jazzový trumpetista († 11. srpna 2007)
- 1931
  - Tomas Tranströmer, švédský spisovatel, překladatel a psycholog, Nobelova cena 2011 († 26. března 2015)
  - Jicchak Zamir, soudce Nejvyššího soudu a generální prokurátor Izraele
- 1932
  - Eva Figes, britská prozaička († 28. srpna 2012)
  - Ivan Sedláček, český sbormistr († 20. července 2023)
- 1933 – Boris Strugackij, ruský spisovatel († 19. listopadu 2012)
- 1935 – Elliot Tiber, americký spisovatel a scenárista († 3. srpna 2016)
- 1936 – Raymond Poulidor, francouzský cyklista († 13. listopadu 2019)
- 1938 – Claudia Cardinalová, italská divadelní a filmová herečka
- 1940 – Marian Zazeela, americká malířka, hudebnice a světelná designérka
- 1943 – Robert Lefkowitz, americký biochemik, Nobelova cena za chemii 2012
- 1944 – Dave Edmunds, velšský rockový kytarista a hudební producent
- 1946 – Fernando Filoni, italský kardinál
- 1947 – Lois Chiles, americká herečka a modelka
- 1948
  - Phil Mogg, zpěvák skupiny UFO
  - Michael Kamen, americký hudební skladatel a dirigent († 18. listopadu 2003)
- 1949 – Alla Pugačova, ruská zpěvačka
- 1950 – Josiane Balasko, francouzská herečka
- 1951
  - Marsha Sue Ivinsová, vědecká pracovnice a americká kosmonautka
  - Beatrix Schubová, rakouská krasobruslařka, olympijská vítězka z roku 1972
- 1955
  - Jeff Golub, americký kytarista († 1. ledna 2015)
  - Dodi Al-Fayed, egyptský filmový producent a obchodník († 31. srpna 1997)
- 1956 – Gregory Jordan Harbaugh, americký kosmonaut
- 1957 – Evelyn Ashfordová, americká sprinterka, olympijská vítězka
- 1958
  - Mariam Doumbia, malijská zpěvačka
  - Anne Michaels, kanadská spisovatelka
- 1959 – Emma Thompson, britská herečka, komička a scenáristka
- 1960
  - Pedro Delgado, španělský silniční cyklista
  - Susanne Bierová, dánská filmová režisérka
- 1962 – Nawal El Moutawakel, marocká atletka
- 1965
  - Linda Perry, americká zpěvačka, skladatelka a kytaristka
  - Sóiči Noguči, japonský astronaut
- 1966 – Samantha Fox, britská zpěvačka
- 1968 – Ed O'Brien, britský hudebník, člen skupiny Radiohead
- 1970 – Chris Huffins, americká vícebojařka
- 1973 – Teddy Lucic, švédský fotbalista
- 1974 – Tim Thomas, americký lední hokejový brankář
- 1978
  - Chris Stapleton, americký zpěvák a kytarista
  - Luis Fonsi, portorický zpěvák
- 1979 – Luke Evans, velšský herec
- 1980 – Patrick Carney, americký bubeník a hudební producent
- 1981 – Filiz Ahmet, turecko-makedonská herečka
- 1982
  - Albert Riera, španělský fotbalista
  - Seth Rogen, americký herec a komik
- 1983 – Ilja Kovalčuk, ruský lední hokejista
- 1986 – Ariel Damian Colzera, argentinský fotbalista
- 1990 – Emma Watsonová, anglická herečka
- 1991 – Javier Fernández López, španělský krasobruslař
- 1994 – Shaunae Millerová, bahamská sprinterka
- 1996 – Bernhard Röck, rakouský sportovní lezec
- 1997 – Maisie Williamsová, britská herečka
- 1999 – Denis Shapovalov, kanadský tenista

## Úmrtí

### Česko

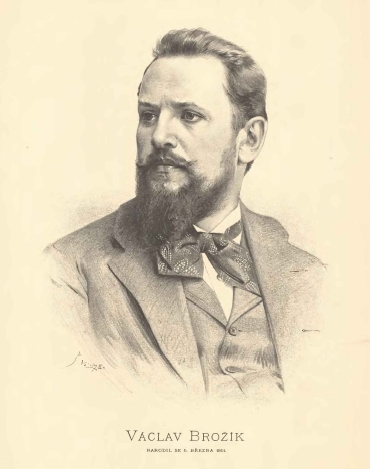
Václav Brožík († 1851)

- 1803 – Jeroným Brixi, varhaník a hudební skladatel (* 20. září 1738)
- 1815 – František Xaver Procházka, český malíř (* 27. listopadu 1746)
- 1865 – Johann Nepomuk Kaňka, hudební skladatel a právník (* 10. listopadu 1772)
- 1888 – Antonín Stecker, cestovatel (* 19. února 1855)
- 1901 – Václav Brožík, malíř (* 5. března 1851)
- 1903 – Karel Tomíček, český advokát a politik (* 11. března 1814)
- 1911 – Vilemína Nerudová, houslistka (* 29. března 1839)
- 1926 – Karel Wisnar, kanovník olomoucké kapituly a světící biskup (* 25. října 1852)
- 1934 – Franz Tobisch, kněz, spisovatel, básník a redaktor (* 9. listopadu 1865)
- 1935 – Robert Saudek, grafolog (* 21. dubna 1880)
- 1936 – Věnceslav Černý, český malíř a ilustrátor (* 27. ledna 1865)
- 1938 – Jan Vilímek, český ilustrátor a malíř (* 1. ledna 1860)
- 1948 – Radola Gajda, český fašistický politik (* 14. února 1892)
- 1959 – Jaroslav Hurt, herec a režisér (* 30. prosince 1877)
- 1971 – Katy Kaclová-Vališová, česká herečka z období němého filmu (* 28. září 1883)
- 1980 – František Ambrož, odbojář, politický vězeň a emigrant (* 14. listopadu 1894)
- 1981 – Marie Tauerová, knihovnice, sochařka a překladatelka (* 15. srpna 1896)
- 1984 – Čeněk Pícha, československý hokejový reprezentant (* 17. května 1921)
- 1992 – Alena Vostrá, česká spisovatelka (* 17. května 1938)
- 1993 – Jaromír Kincl, profesor Právnické fakulty Univerzity Karlovy (* 30. května 1926)
- 1994 – Jan Gross, herec (* 2. února 1929)
- 1995 – Jan Vavrda, voják a příslušník výsadku Spelter (* 26. únor 1922)
- 1997 – Zdeněk Mlynář, právník a politik (* 22. června 1930)
- 1999 – Petr Skarke, herec (* 23. března 1943)
- 2004 – Karel Kopáč, vrah (* 3. června 1960)
- 2007 – Emil Ludvík, hudební skladatel (* 16. srpna 1917)
- 2019 – Radomil Uhlíř, herec (* 10. dubna 1957)

### Svět

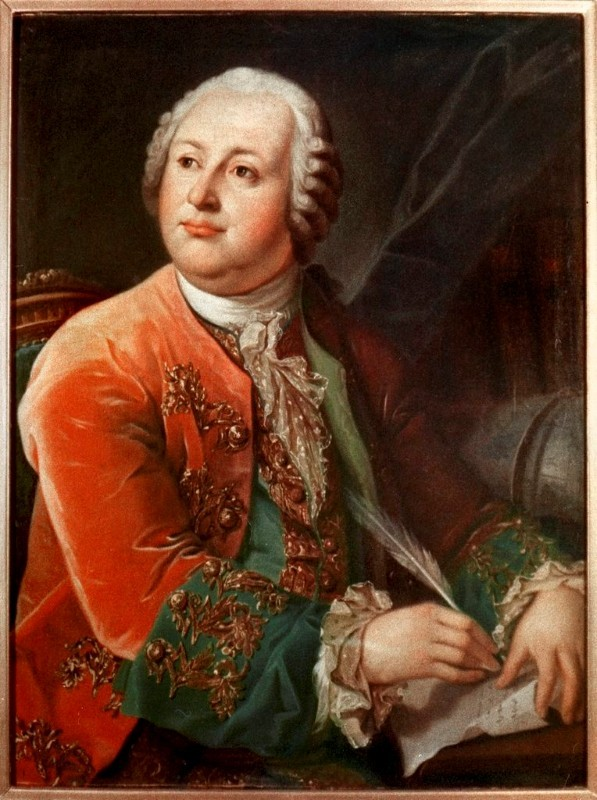
Michail Lomonosov († 1765)

Abraham Lincoln († 1865)

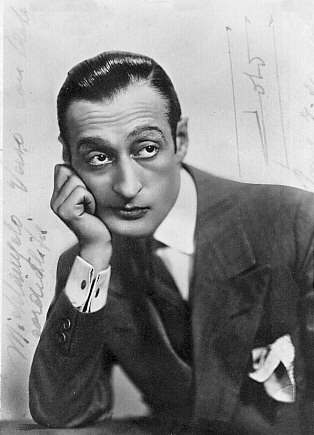
Totò († 1967)

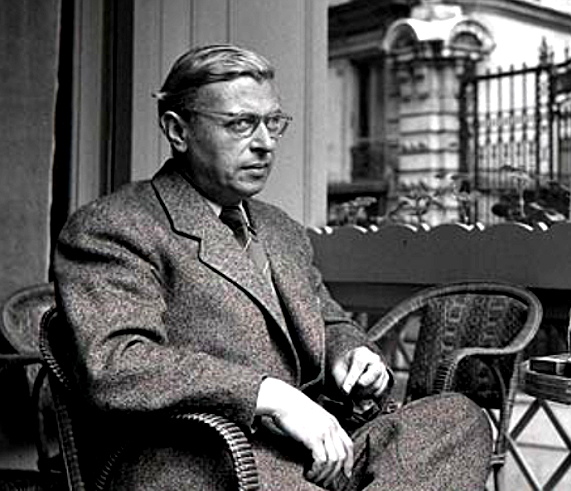
Jean-Paul Sartre († 1980)

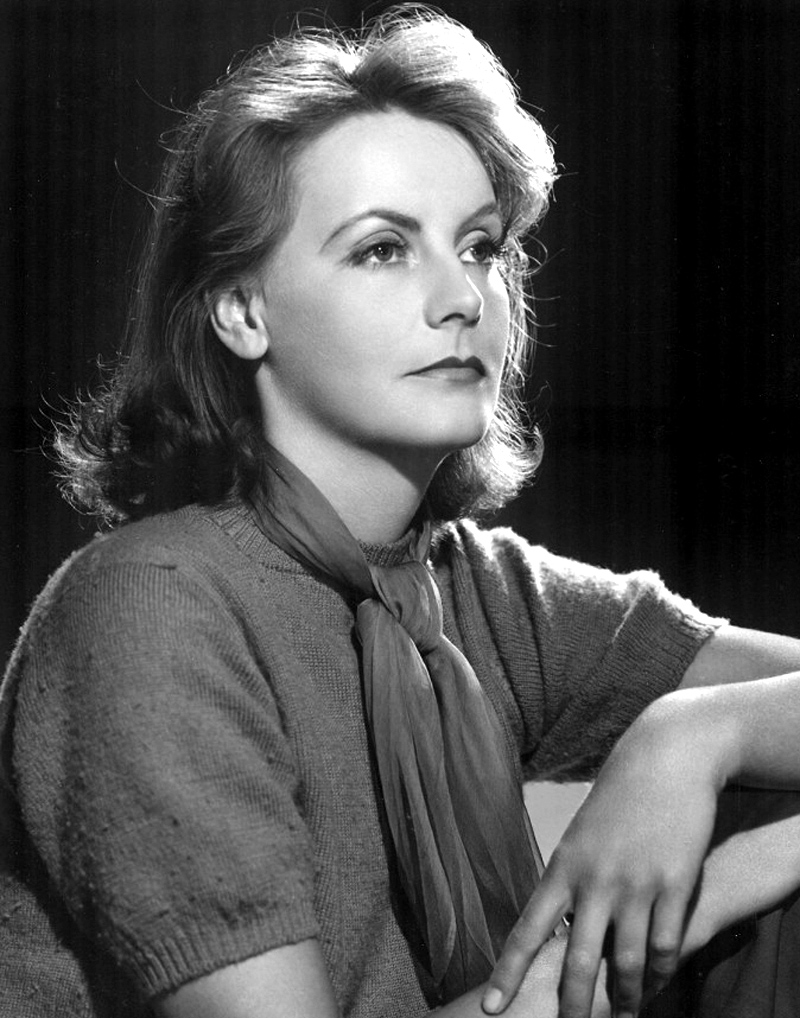
Greta Garbo († 1990)

- 1148 – Alfons Jordan z Toulouse, hrabě z Tripolisu, Toulouse, Rouergue a markýz provensálský (* 1103)
- 1446 – Filippo Brunelleschi, italský architekt (* 1377)
- 1659 – Simon Dach, německý barokní básník a spisovatel (* 29. července 1605)
- 1665 – Lorenzo Lippi, italský barokní malíř a básník (* 3. května 1606)
- 1716 – Anna Spencerová, anglická šlechtična a hraběnka ze Sunderlandu (* 27. února 1683)
- 1719 – Madame de Maintenon, milenka francouzského krále Ludvíka XIV. (* 28. listopadu 1635)
- 1729 – Marie Anna Kateřina z Oettingen-Spielbergu, kněžna z Lichtenštejna (* 21. září 1693)
- 1756 – Jacques Cassini, francouzský astronom (* 18. listopadu 1677)
- 1764 – Madame de Pompadour, francouzská markýza, milenka Ludvíka XV. (* 29. prosince 1721)
- 1765
  - Michail Lomonosov, ruský chemik (* 19. listopadu 1711)
  - Alžběta Alexandrine Bourbonská, francouzská princezna královské krve (* 5. září 1705)
- 1826 – Bósai Kameda, japonský malíř, kaligraf a učenec (* 21. října 1752)
- 1847 – Stefan Witwicki, polský básník a novinář (* 13. září 1801)
- 1854 – Arthur Aikin, anglický chemik a geolog (19. května 1773)
- 1858 – Natale Schiavoni, italský malíř (* 25. dubna 1777)
- 1865 – Abraham Lincoln, 16. prezident USA v letech 1861–1865 (* 12. února 1809)
- 1881
  - Andrej Željabov, ruský revolucionář (* 29. srpna 1851)
  - Timofej Michajlov, ruský revolucionář (* 22. ledna 1859)
  - Nikolaj Kibalčič, ruský revolucionář (* 31. října 1853)
  - Nikolaj Rysakov, ruský revolucionář (* 14. května 1861)
- 1882 – Henri Giffard, francouzský konstruktér první řiditelné vzducholodi (* 8. února 1825)
- 1888 – Matthew Arnold, anglický básník (* 24. prosince 1822)
- 1889
  - Franz Fröhlich, rakouský architekt (* 30. listopadu 1823)
  - Svatý Damien de Veuster, Otec malomocných, vlámský misionář (* 3. ledna 1840)
- 1894 – Jean Charles Galissard de Marignac, švýcarský chemik (* 24. dubna 1817)
- 1902 – Aimé-Jules Dalou, francouzský sochař (* 31. prosince 1838)
- 1911 – Georg Knorr, švýcarský železniční inženýr a vynálezce (* 13. listopadu 1859)
- 1912
  - Edward J. Smith, kapitán lodi Titanic (* 27. ledna 1850)
  - William Thomas Stead, anglický novinář a redaktor (* 5. července 1849)
  - Thomas Andrews, hlavní konstruktér Titanicu (* 7. února 1873)
  - Francis Davis Millet, americký malíř a spisovatel (* 3. listopadu 1846)
  - John Jacob Astor IV, americký obchodník, vynálezce a spisovatel (* 13. července 1864)
  - William McMaster Murdoch, skotský námořník na Titanicu (* 28. února 1873)
  - Jacques Futrelle, americký spisovatel detektivek (* 9. dubna 1875)
  - Michel Navratil, zemřel při potopení Titanicu (* 13. srpna 1880)
  - John George Phillips, starší telegrafista na Titanicu (* 11. dubna 1887)
- 1913 – Ğabdulla Tuqay, tatarský básník, literární kritik, esejista a překladatel (* 26. dubna 1886)
- 1916 – Alfred Cogniaux, belgický botanik (* 7. dubna 1841)
- 1921 – Jakob Gartner, rakouský architekt (* 22. června 1861)
- 1925 – Fritz Haarmann, německý sériový vrah (* 25. října 1879)
- 1927 – Gaston Leroux, francouzský spisovatel (* 6. května 1868)
- 1928 – Ferdinand Gorup svobodný pán z Besánez, rakouský policista (* 1. února 1855)
- 1931 – Joe Masseria, mafiánský boss v New Yorku (* 1887)
- 1933 – George Saling, americký olympijský vítěz v běhu na 110 metrů překážek z roku 1932 (* 27. července 1909)
- 1938 – César Vallejo, peruánský spisovatel (* 16. března 1892)
- 1942
  - Robert Musil, rakouský romanopisec, dramatik a esejista (* 6. listopadu 1880)
  - Joshua Pim, irský lékař a tenista (* 20. května 1869)
- 1944
  - Giovanni Gentile, italský filozof (* 30. května 1875)
  - Nikolaj Fjodorovič Vatutin, sovětský armádní generál (* 16. prosince 1901)
- 1949 – Wallace Beery, americký herec (* 1. dubna 1885)
- 1952 – Viktor Černov, ruský politik, novinář, spisovatel, filosof (* 7. prosince 1873)
- 1955 – Albert McCaffery, kanadský reprezentační hokejový útočník (* 12. dubna 1893)
- 1957 – Alexandra Viktorie Šlesvicko-Holštýnsko-Sonderbursko-Glücksburská, pruská princezna (* 21. dubna 1887)
- 1960 – Amanulláh Chán, afghánský král (* 1. června 1892)
- 1965 – Alfredo Guzzoni, italský generál (* 12. dubna 1877)
- 1967 – Totò, italský komik a zpěvák (* 15. února 1898)
- 1968 – Borys Ljatošynskyj, ukrajinský hudební skladatel (* 3. ledna 1895)
- 1969 – Viktorie z Battenbergu, španělská královna (* 24. října 1887)
- 1971 – Friedebert Tuglas, estonský spisovatel (* 2. března 1886)
- 1972 – Frank Knight, americký ekonom (* 7. listopadu 1885)
- 1976 – David Elazar, izraelský generál, náčelník Generálního štábu (* 27. srpna 1925)
- 1980 – Jean-Paul Sartre, francouzský filozof a spisovatel (* 21. června 1905)
- 1983 – Corrie ten Boom, holandská spisovatelka, titul Spravedlivý mezi národy (* 15. dubna 1892)
- 1986
  - Ťiang Čao-che, čínský malíř (* 9. května 1904)
  - Jean Genet, francouzský básník (* 19. prosince 1910)
- 1987 – Masatoši Nakajama, japonský karatista (* 13. dubna 1913)
- 1990
  - Greta Garbo, americká herečka švédského původu (* 18. září 1905)
  - Pepca Kardelj, účastnice jugoslávského národněosvobozeneckého boje a manželka Edvarda Kardelje (* 20. února 1914)
- 1998 – Pol Pot, kambodžský diktátor (* březen nebo 19. května 1925)
- 2001 – Joey Ramone, americký zpěvák a skladatel (* 19. května 1951)
- 2008 – Brian Davison, britský bubeník (* 25. května 1942)
- 2009 – Clement Freud, politik a spisovatel knih pro děti (* 24. dubna 1924)
- 2014 – Ladislav Ballek, slovenský spisovatel, politik a diplomat (* 2. dubna 1941)
- 2019 – Owen Garriott, americký vědec a kosmonaut (* 22. listopadu 1930)
- 2020
  - Joe Brown, britský horolezec (* 26. září 1930)
  - Rubem Fonseca, brazilský spisovatel (* 11. května 1925)
  - Lee Konitz, americký jazzový altsaxofonista a skladatel (* 13. října 1927)
- 2022 – Mike Bossy, kanadský lední hokejista (* 22. ledna 1957)
- 2024
  - Bernd Hölzenbein, německý fotbalista (* 9. březen 1946)
  - Josip Manolić, chorvatský politik (* 22. března 1920)

## Svátky

### Česko
- Anastázie, Anastáz, Stáza, Nastasja, Nasťa
- Olympie
- Oktaviánus
- Mstislav

### Svět
- Slovensko: Fedor
- Francie: César
- Čína: Den národní bezpečnosti
- Severní Korea: Den slunce
- Havaj: Den otce Damiena

| 15. duben v pražském KlementinuÚdaje jsou platné k 29. 4. 2025. | 15. duben v pražském KlementinuÚdaje jsou platné k 29. 4. 2025. | 15. duben v pražském KlementinuÚdaje jsou platné k 29. 4. 2025. |
| minimum                                                         | denní průměr                                                    | maximum                                                         |
| --------------------------------------------------------------- | --------------------------------------------------------------- | --------------------------------------------------------------- |
| −3,3 °C (1775)                                                  | 9,8 °C (od 1961)                                                | 24,0 °C (1952)                                                  |